# David Calle
David Calle Parrilla (Coslada, Madrid, 15 de diciembre de 1972), también conocido como Unicoos, es un ingeniero de telecomunicación, profesor y youtuber español, conocido por su canal Unicoos donde explica materias como matemáticas, física y química para ayudar a estudiantes. También ha creado las páginas web unicoos y beunicoos dedicadas a la educación.  Además, ha participado como colaborador en programas de televisión.

## Biografía
Es licenciado por la Universidad Politécnica de Madrid. Tras su paso por IBM y SIEMENS, trabajó como consultor y experto en radiofrecuencia para varias multinacionales para la operadora Xfera, más tarde conocida con el nombre de Yoigo. En 2005 una crisis en el sector de las telecomunicaciones le dejó sin empleo, junto a miles de ingenieros del sector en España [cita requerida] y regresó a la academia donde había dado clases durante su etapa como estudiante de Ingeniería de Telecomunicaciones. Dos años después apostó vocacionalmente por la rama docente y fundó su propia academia, esfera, en 2007, a las afueras de Madrid.
En 2011, en medio de una grave crisis económica global, decidió trasladar a YouTube sus clases de matemáticas, física, química y tecnología, pensando en aquellos que no podían permitirse un profesor particular o una academia, comenzando a grabar tutoriales en vídeo. Así, surgió su canal de YouTube, Unicoos, que en la actualidad es una organización educativa y un sitio web donde enseña gratis matemáticas y ciencias a estudiantes de educación secundaria, bachiller y universitarios, llegando a convertirse en uno de los más importantes canales educativos de habla hispana en todo el mundo.[cita requerida] Como ampliación de su canal en YouTube, cuando contaba con cerca de 1.4M de suscriptores, en diciembre de 2014 creó una academia web en línea de carácter gratuito, basada en unicoos, de notable éxito, fundamentalmente, en España y Latinoamérica. En 2018, nace además beunicoos.com, con videos y recursos de todas las asignaturas de Secundaria y Bachiller, con la colaboración de otros youtubers.
De sus cuatro libros publicados, uno de ellos, "¿Cuánto pesan las nubes?" ha sido traducido a varios idiomas (chino, coreano, griego, polaco, portugués, catalán y gallego) y editado en decenas de países en todo el mundo.
Actualmente, en 2024, su canal en YouTube cuenta con casi 1,5 millones de suscriptores. Tras alcanzar la cifra de un millón de seguidores recibió como compensación el Botón de oro de YouTube, hecho que compartió con sus seguidores a través de redes sociales. Del mismo modo, Youtube reconoció a unicoos en 2015 como uno de los 25 canales con mayor progresión de Europa en sus premios anuales NextUp.  
En 2024 comenzó a colaborar en el concurso de Televisión Española emitido en la 2, Cifras y letras como experto en cifras.

## Obras
- No te rindas nunca. (2017). Ediciones Martínez Roca. ISBN  978-84-270-4877-5
- ¿Cuánto pesan las nubes?[6](2018). Editorial  PLAZA&JANES. ISBN: 9788401020889
- Lo que sueñan los androides. (2023). Editorial Aguilar. ISBN 978-84-035-2324-1

## Reconocimientos
En 2016, en los premios Bitácoras, fue elegido "Youtuber del año" y Google eligió a unicoos como uno de los 25 canales de mayor impacto social en Europa.  
En 2017 quedó entre los diez finalistas al Global Teacher Prize.
Ese mismo año, fue seleccionado por la revista FORBES como una de las 100 personas más creativas del mundo.